# Denver Nuggets
O Denver Nuggets é um time norte-americano de basquete profissional com sede em Denver, Colorado. Campeão da National Basketball Association (NBA) na temporada 2022-23, os Nuggets competem como membro da Divisão Noroeste da Conferência Oeste. A equipe foi fundada como Denver Larks em 1967 como uma franquia da American Basketball Association (ABA), mas mudou seu nome para Denver Rockets antes da primeira temporada. Os Rockets então mudaram seu nome novamente para Denver Nuggets em 1974. Após a mudança de nome, os Nuggets jogaram pelo último título da ABA em 1976, perdendo para o New York Nets.
A equipe teve alguns períodos de sucesso, qualificando-se para os playoffs da ABA de todas as temporadas de 1967 até 1976, onde perderam nas finais. A equipe entrou para a NBA em 1976 após a fusão ABA-NBA e se classificou para os playoffs da NBA em nove temporadas consecutivas na década de 1980 e dez temporadas consecutivas de 2004 a 2013. No entanto, eles não faziam uma aparição nas finais da NBA desde o seu último ano na ABA, até que na temporada 2022–23 chegam nas finais e sagram-se campeões pela primeira vez. Os Nuggets jogam seus jogos em casa na Ball Arena, que eles compartilham com o Colorado Avalanche da National Hockey League (NHL) e o Colorado Mammoth da National Lacrosse League (NLL).

## História

### Histórico de franquias e fundação
Antes da temporada de 1948-49 da National Basketball League (NBL), o Denver Nuggets original foi fundado. Após essa temporada, a NBL fundiu-se com a Basketball Association of America (BAA), com o novo circuito unificado chamado National Basketball Association (NBA)o para refletir a fusão. O Denver Nuggets jogou a temporada de 1949-50 como um dos times fundadores da NBA. Os registros e estatísticas desta franquia permanecem separados do atual Denver Nuggets.
Em 1967, uma das franquias fundadoras da American Basketball Association (ABA) foi concedida a um grupo em Kansas City, Missouri, liderado pelo empresário James Trindle. No entanto, Trindle não conseguiu encontrar uma arena adequada na área de Kansas City. O comissário da liga, George Mikan, sugeriu mudar o time para Denver. Depois de concordar em nomear o residente de Denver e ex-jogador da NBA, Vince Boryla, como gerente geral, Trindle mudou sua equipe para Denver como o Denver Larks, em homenagem ao pássaro do estado do Colorado. O grupo Trindle foi severamente subcapitalizado, levando Mikan a ordenar aos Larks que postem um título de desempenho de US$ 100.000 ou perder a franquia. Horas antes do prazo final, Trindle vendeu uma participação controladora de 2/3 para o magnata, Bill Ringsby, por US $ 350.000. Ringsby então renomeou a equipe de Rockets, em homenagem aos caminhões de sua empresa.

### 1969–1976: Anos na ABA
Jogando no Denver Auditorium Arena, os Rockets tiveram sucessos precoces na quadra, desenvolvendo uma forte base de fãs ao longo do caminho. No entanto, a equipe tinha um histórico de saídas antecipadas dos playoffs e só uma vez jogou nas Finais da ABA.
Denver tinha uma formação sólida liderada por Byron Beck e Larry Jones e depois por Beck e Ralph Simpson. Lonnie Wright, do Denver Broncos, da American Football League (AFL), assinou com os Rockets e se tornou o primeiro jogador a jogar futebol americano profissional e basquete na mesma temporada. Wright jogou quatro temporadas com Denver.
O polêmico novato Spencer Haywood juntou-se à equipe para a temporada de 1969–70. Ele foi um dos primeiros jogadores a se tornar profissional antes de se formar na faculdade e a NBA inicialmente se recusou a deixá-lo jogar na liga. Haywood teve médias de quase 30 pontos e 19,5 rebotes em sua única temporada da ABA, sendo nomeado MVP, Novato do Ano e MVP do All-Star Game. A equipe terminou com um recorde de 51-33, venceu sua divisão mas foram eliminados dos playoffs na 2ª rodada.
Pouco antes do início da temporada de 1970-71, Haywood assinou com o Seattle SuperSonics da NBA. A equipe caiu para um recorde de 30-54 e o público sofreu.

#### Tornando-se o Denver Nuggets
Ringsby vendeu a equipe para os empresários de San Diego, Frank Goldberg e Bud Fischer, em 1972. Em 1974, na expectativa de se mudar para a NBA e para a nova McNichols Arena, a franquia realizou uma competição para escolher um novo apelido de equipe, já que "Rockets" já estava em uso pelo Houston Rockets. A escolha vencedora foi "Nuggets", em homenagem ao time original dos Nuggets em Denver de 1948 a 1950. Seu novo logotipo era um mineiro "descobrindo" uma bola da ABA. Goldberg e Fischer, por sua vez, venderam a equipe para um grupo de investimento local em 1976.
Com a contratação de David Thompson, Marvin Webster, Dan Issel e Bobby Jones e com Larry Brown como treinador, eles tiveram as melhores temporadas na história da equipe. Jogando na Denver Auditorium Arena, a equipe da temporada de 1974–75 teve um recorde de 65-19, incluindo um recorde de 40-2 em casa. No entanto, eles foram eliminados rapidamente dos playoffs.
Na temporada de 1975–76, jogando em sua nova arena, os Nuggets venceram o atual campeão Kentucky Colonels por 4-3 para chegar às finais da ABA pela primeira vez. Eles perderam para o New York Nets por 4-2. Eles não tiveram uma segunda chance de ganhar um título da ABA, já que a fusão ABA-NBA ocorreu após a temporada de 1975-76. Nuggets, Nets, Indiana Pacers e San Antonio Spurs foram para a NBA.

### 1976–1982: Anos iniciais da NBA
Os Nuggets e os Nets haviam realmente solicitados para se juntar à NBA em 1975, mas foram forçados a ficar na ABA por uma ordem judicial. Os Nuggets continuaram a serem fortes no início da NBA, já que ganharam títulos de divisão em suas duas primeiras temporadas na liga e perderam um terceiro por um único jogo. No entanto, nenhuma dessas equipes foi bem sucedida na pós-temporada. Da mesma forma que os outros novos times da NBA, os Nuggets receberam muitos problemas financeiros, incluindo uma taxa de entrada de US$ 2 milhões. Red McCombs comprou a franquia em 1978.
Em 1979, o treinador Larry Brown deixou a equipe, ajudando a iniciar um breve declínio no desempenho de sua equipe. O declínio terminou em 1981, quando contrataram Doug Moe como treinador principal. Moe trouxe consigo uma filosofia de "ataque de movimento", um estilo de jogo focado em tentar mover a bola até que alguém se abrisse. Moe também era conhecido por não prestar tanta atenção à defesa quanto seus colegas. O ataque ajudou a equipe a se tornar altamente competitiva. Durante a década de 1980, os Nuggets frequentemente marcavam mais de 115 pontos por jogo, e durante a temporada de 1981–82, eles marcaram pelo menos 100 pontos em cada jogo. A sequência foi interrompida em 136 jogos consecutivos. Durante a temporada de 1981–82, os Nuggets estabeleceram a maior média de pontos por jogo da história da liga com 126,5 pontos.

### 1982–1989: Era Alex English
Ancorado pelas máquinas de pontuação Alex English e Kiki Vandeweghe, Denver liderou a liga em pontuação. Isso permitiu que os Nuggets superassem a Divisão Centro-Oeste e se qualificassem para os playoffs durante esse período. No final da temporada, English ganhou o título de pontuação da NBA, tornando-se o único jogador dos Nuggets a ganhar o prêmio. Na temporada de 1984–85, eles chegaram às finais da Conferência Oeste e perderam em cinco jogos para o Los Angeles Lakers.
Vandeweghe foi negociado antes da temporada de 1984-85 para o Portland Trail Blazers em troca de Fat Lever, Calvin Natt e Wayne Cooper. Liderado por English e apoiado pelas três novas aquisições e os especialistas em defesa, Bill Hanzlik e T.R. Dunn, a equipe replicou seu sucesso na Conferência Oeste. Eles venceram 54 jogos na temporada de 1987–88, o máximo que já haviam vencido como um time da NBA. No entanto, o Dallas Mavericks eliminaram os Nuggets na segunda rodada dos playoffs.
McCombs vendeu o time para Sidney Shlenker em 1985. Shlenker, por sua vez, vendeu a equipe para a COMSAT em 1989.

### 1989–1991: Um período de declínio
Doug Moe deixou a equipe em 1990 e foi substituído por Paul Westhead. Westhead também acreditava em um estilo de jogo "correr e arremesar".
No entanto, Westhead se importava ainda menos com a defesa do que Moe. Como resultado, o ataque dos Nuggets não conseguiu acompanhar. Eles terminaram com o pior recorde da liga durante a temporada de 1990–91, apesar de estabelecer muitos recordes de pontuação. Como um insulto, muitos esportistas apelidaram o time na época de "Enver Nuggets" (Sem o "D" de defesa).

### 1991–1996: Era Dikembe Mutombo
Denver deu um passo positivo na reconstrução, selecionando o pivô da Universidade de Georgetown, Dikembe Mutombo, no draft de 1991. Mutombo terminou em segundo lugar no Prêmio de Novato do Ano, perdendo para Larry Johnson. Denver terminou com um recorde de 24-58 naquele ano.
Denver demitiu Westhead antes da temporada de 1992–93 e contratou o ex-jogador Dan Issel como seu sucessor. Os Nuggets tiveram duas escolhas de draft naquele ano e selecionaram LaPhonso Ellis da Universidade de Notre Dame e Bryant Stith da Universidade da Virgínia. Denver melhorou para um recorde de 36-46, perdendo os playoffs naquele ano.
Denver abandonou suas cores de arco-íris para um esquema de cores de ouro e vinho escuros a partir da temporada de 1993–94. Liderado por Mutombo, Mahmoud Abdul-Rauf e Ellis, Denver terminou com sua primeira temporada vitoriosa desde a era Doug Moe com 42-40. Denver conquistou a 8ª melhor campanha da Conferência Oeste, jogando contra o primeiro lugar Seattle SuperSonics. Depois de perder os dois primeiros jogos em Seattle, a série retornou a Denver. Os Nuggets venceram os dois jogos e empataram a série. Os Nuggets fizeram história na NBA no Jogo 5, vencendo Seattle na prorrogação por 98-94. Eles se tornaram o primeiro oitavo colocado a derrotar um primeiro colocado na história dos playoffs. Denver quase repetiu o feito antes de perder para o Utah Jazz no Jogo 7 da segunda rodada.
Na temporada de 1994–95, Denver adquiriu Dale Ellis e selecionou Jalen Rose da Universidade de Michigan no draft. Denver foi mal, fazendo com que Issel se demitisse como treinador no meio da temporada. O treinador assistente Gene Littles assumiu o controle por um breve período antes de se demitir e a equipe foi para o controle de Bernie Bickerstaff. Denver se recuperou e conquistou a 8ª melhor campanha novamente, terminando com um recorde de 41-41. Os Nuggets foram varridos pelo San Antonio Spurs na primeira rodada dos playoffs.
Após essa temporada, Denver adquiriu Antonio McDyess em uma troca com o Los Angeles Clippers. Com a saída de Mutombo após a temporada de 1995–96, McDyess se tornou o rosto da franquia para os anos seguintes.

### 1996–2003: Outro período de dificuldades
Depois de terminar a temporada de 1996–97 com o quarto pior recorde da liga (21-61), os Nuggets enviaram Antonio McDyess para o Phoenix Suns e Dale Ellis retornou a Seattle. Denver flertou com a história na temporada de 1997-98, quase estabelecendo a marca de menos vitórias em uma temporada de 82 jogos (11). Eles empataram a pior sequência de derrotas em uma única temporada da NBA em 23 - apenas um jogo a menos que a pior marca geral de 24 do Cleveland Cavaliers no início da década de 1980. A sequência de derrotas foi quebrada mais tarde pelos Cavaliers em 2011 e pelo Philadelphia 76ers em 2014 com 26 derrotas consecutivas. Vários anos depois, os Nuggets empataram com o pior recorde da NBA em 2002-03, também com os Cavaliers.

#### Novos donos
Em parte, as dificuldades da equipe no final da década de 1990 foram devido à instabilidade de propriedade. A COMSAT comprou o Quebec Nordiques da NHL em 1995 e mudou-os para Denver como Colorado Avalanche. No entanto, sua diversificação na propriedade esportiva estava provando um dreno para a empresa. Em particular, os excessos de custos associados à construção do Pepsi Center colocando acionistas em pé de guerra. Finalmente, em 1997, a COMSAT concordou em princípio em vender a Ascent Entertainment Group, a empresa guarda-chuva por seus ativos esportivos, para a Liberty Media. No entanto, a Liberty não estava interessada em propriedade esportiva na época (embora tenha comprado o Atlanta Braves), e fez o acordo vendendo o Avalanche e os Nuggets para a Ascent.
Depois de quase dois anos, a Ascent vendeu o Avalanche e os Nuggets aos herdeiros do Walmart, Bill e Nancy Laurie, por US$ 400 milhões. No entanto, um grupo de acionistas da Ascent processou, alegando que o preço de venda era muito baixo. A Ascent então concordou em vender o Avalanche e os Nuggets ao magnata bancário de Denver, Donald Sturm, por US$ 461 milhões.
No entanto, uma nova rusga apareceu quando a cidade de Denver se recusou a transferir a parcela do terreno em que o Pepsi Center estava, a menos que Sturm prometesse manter o Avalanche e os Nuggets em Denver por pelo menos 25 anos. Sturm tinha comprado as equipes em seu próprio nome e a cidade queria proteger os contribuintes no caso dele morrer ou vender as equipes. Enquanto Sturm estava disposto a fazer um compromisso de longo prazo com a cidade, ele não estava disposto a ser responsabilizado se ele morresse ou vendesse as equipes. Depois que as negociações desmoronaram, a Liberty comprou toda a Ascent, mas manteve os Nuggets e o Avalanche no mercado.
Finalmente, em julho de 2000, a Avalanche, os Nuggets e a Pepsi Center foram comprados pelo empresário imobiliário Stan Kroenke em um negócio de US$ 450 milhões. A Liberty manteve uma participação de 6,5%. Como parte do acordo, Kroenke colocou as equipes em uma confiança que garantiria que as equipes ficariam em Denver até pelo menos 2025. Após o acordo, Kroenke organizou seus ativos esportivos sob a Kroenke Sports Enterprises.

### 2003–2013: Era George Karl

#### 2003–2006: Era Carmelo Anthony

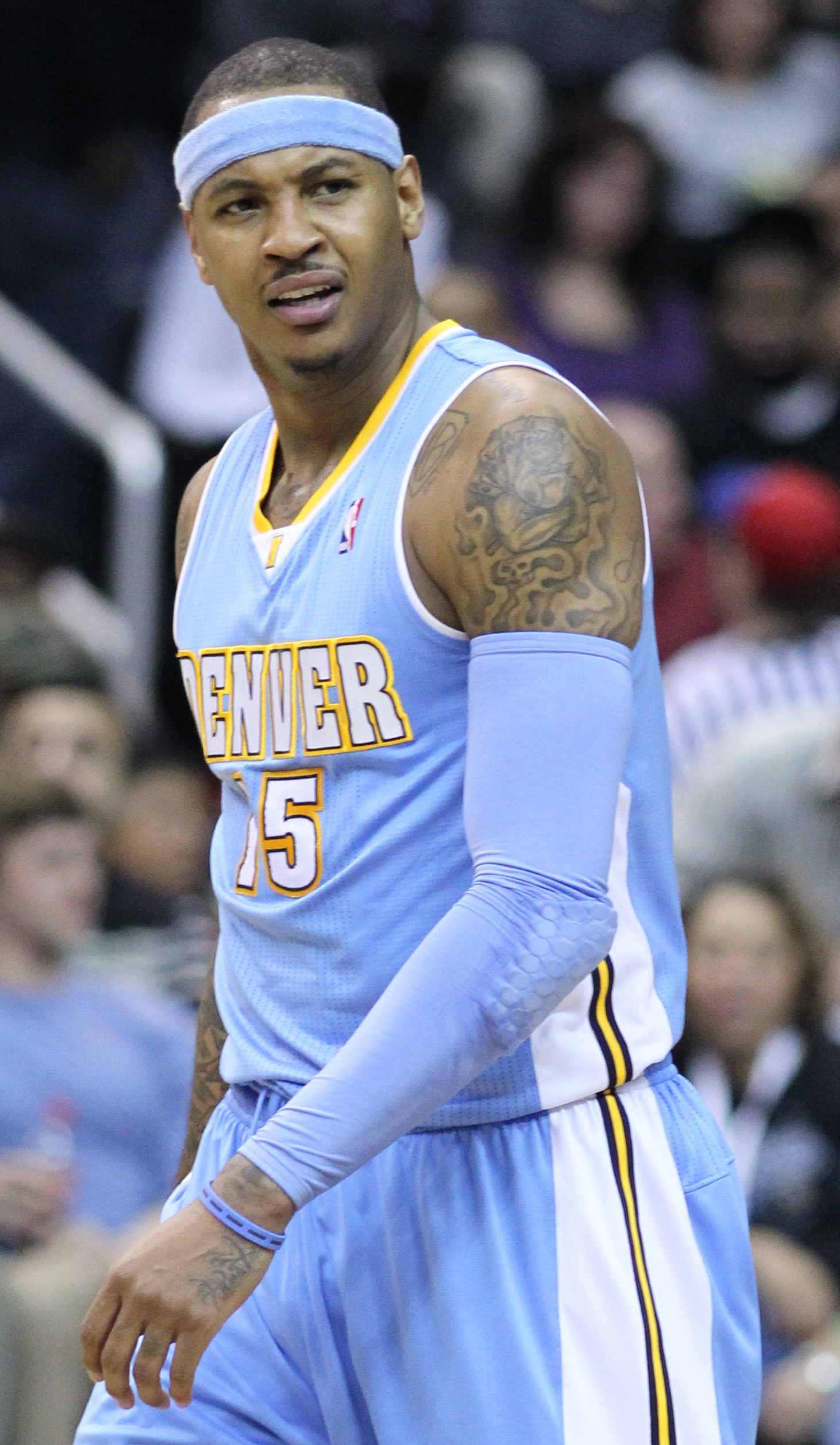
O Denver selecionou Carmelo Anthony como a terceira escolha geral no draft de 2003.

Em 2003, os Nuggets selecionaram Carmelo Anthony como a terceira escolha geral no draft de 2003. Nesse mesmo ano, a equipe também atualizou seus logotipos e uniformes com um novo esquema de cores azul e dourado. Em apenas dois meses da temporada, os Nuggets registraram mais vitórias do que em 5 meses e meio na temporada de 2002–03. Grande parte do motivo dessa incrível reviravolta foram as mudanças do gerente geral Kiki Vandeweghe, ex-jogador dos Nuggets que assumiu as funções de Gerente Geral em 9 de agosto de 2001. Em abril, a reviravolta foi completa, pois eles se tornaram a primeira franquia na história da NBA a se qualificar para a pós-temporada após uma campanha de menos de 20 de vitórias no ano anterior desde que a NBA foi para um calendário de 82 jogos. Eles foram eliminados na primeira rodada por 4-1 pelo Minnesota Timberwolves.
Em 28 de dezembro de 2004, o treinador Jeff Bzdelik foi demitido e substituído pelo treinador interino, Michael Cooper. Os Nuggets mais tarde contrataram George Karl como substituto permanente. Karl levou a equipe a um recorde de 32-8 na segunda metade da temporada regular, o que levou a equipe aos playoffs pelo segundo ano consecutivo. Nos playoffs, os Nuggets não sobreviveram ao San Antonio Spurs e perderam a série por 4-1.
Os Nuggets selecionaram Julius Hodge como a 20º escolha geral no draft de 2005. Os Nuggets também tiveram a 22ª seleção geral no draft, na qual escolheram Jarrett Jack, mas o enviaram ao Portland Trail Blazers em troca da 27ª escolha geral de Portland, Linas Kleiza.
Na temporada de 2005–06, pela primeira vez em 18 anos, a equipe conquistou o título da Divisão Noroeste. Isso colocou a equipe como a terceira melhor campanha da Conferência Oeste. Nos playoffs, Denver jogou contra o Los Angeles Clippers e perdeu em cinco jogos. Pouco depois, os Nuggets anunciaram que o contrato do gerente geral Kiki Vandeweghe não seria renovado. Ele foi substituído por Mark Warkentien.
Em 18 de dezembro de 2006, o co-capitão da equipe Carmelo Anthony, J. R. Smith e Nenê foram suspensos pela NBA (15, 10 e um jogo, respectivamente) por uma briga que ocorreu nos últimos dois minutos de um jogo contra o New York Knicks. A briga foi desencadeada pelo novato dos Knicks, Mardy Collins. De acordo com Anthony, o técnico do Knicks, Isiah Thomas, avisou-o para não entrar na quadra pouco antes da falta dura.

#### 2006–2008: Anthony e Iverson

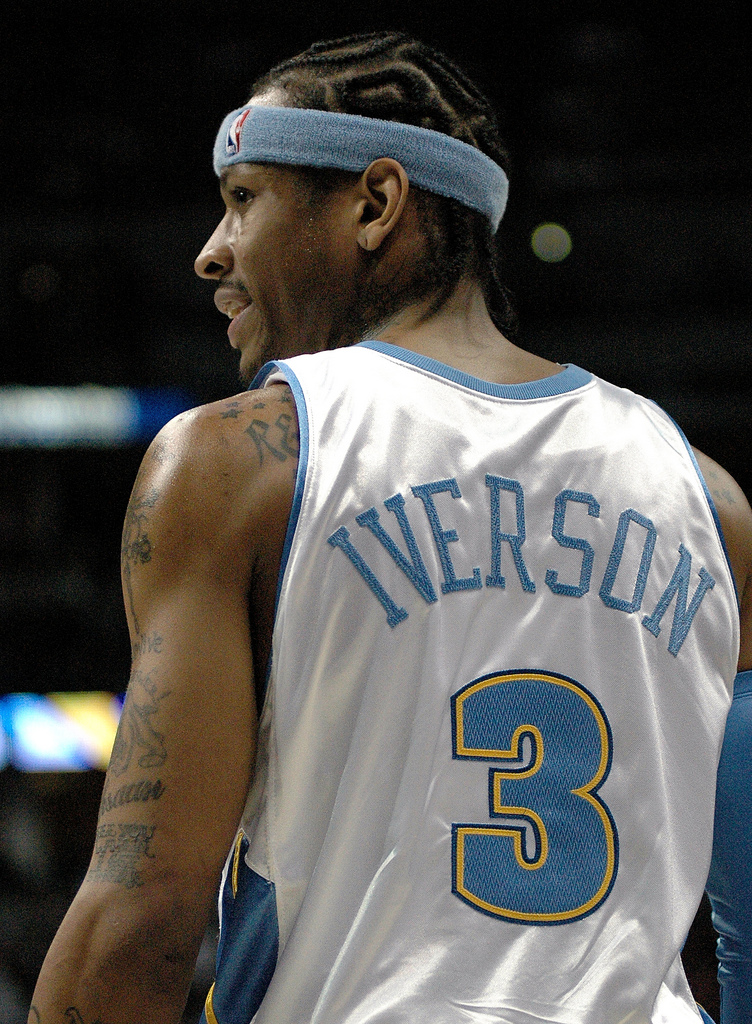
Allen Iverson ajudou o Denver a ter a primeira temporada de 50 vitórias desde 1988.

Em 19 de dezembro de 2006, os Nuggets trocaram Joe Smith, Andre Miller e duas escolhas da primeira rodada do draft de 2007 para o Philadelphia 76ers por Ivan McFarlin e Allen Iverson (McFarlin foi dispensado imediatamente após a troca). A troca deu aos Nuggets os dois maiores pontuadores da liga na época, Anthony e Iverson, que estavam marcando mais de 30 pontos por jogo no momento da troca. Os Nuggets terminaram a temporada com a 6º melhor campanha com um recorde de 45-37 e enfrentaram o San Antonio Spurs na primeira rodada. Os Nuggets foram eliminados na primeira rodada em cinco jogos pelo quarto ano consecutivo.
Em 16 de março de 2008, os Nuggets marcaram 168 pontos na vitória por 168-116 sobre o Seattle SuperSonics. Foi o terceiro maior número de pontos marcados por um jogo regulamentar na história da NBA.
Eles terminaram a temporada de 2007–08 com exatamente 50 vitórias. Foi a primeira vez desde a temporada de 1987-88 que os Nuggets terminaram com pelo menos 50 vitórias em uma temporada. Denver terminou com a 8ª melhor campanha na Conferência Oeste e suas 50 vitórias marcaram o maior total de vitórias para uma 8ª melhor campanha na história da NBA. Também significava que, pela primeira vez na história da NBA, todas as oito melhores campanhas em uma Conferência tiveram pelo menos 50 vitórias. Os Nuggets foram varridos pelo Los Angeles Lakers na primeira rodada. Foi a segunda vez na história da NBA que um time de 50 vitórias foi varrido em uma série de primeira rodada melhor de sete. Foi a quinta derrota consecutiva de Denver na primeira rodada.

#### 2008–2011: Anthony e Billups
Em 3 de novembro de 2008, Allen Iverson foi negociado com o Detroit Pistons em troca de Chauncey Billups, Antonio McDyess e Cheikh Samb. McDyess foi dispensado em 10 de novembro de 2008 e pouco depois retornou a Detroit.

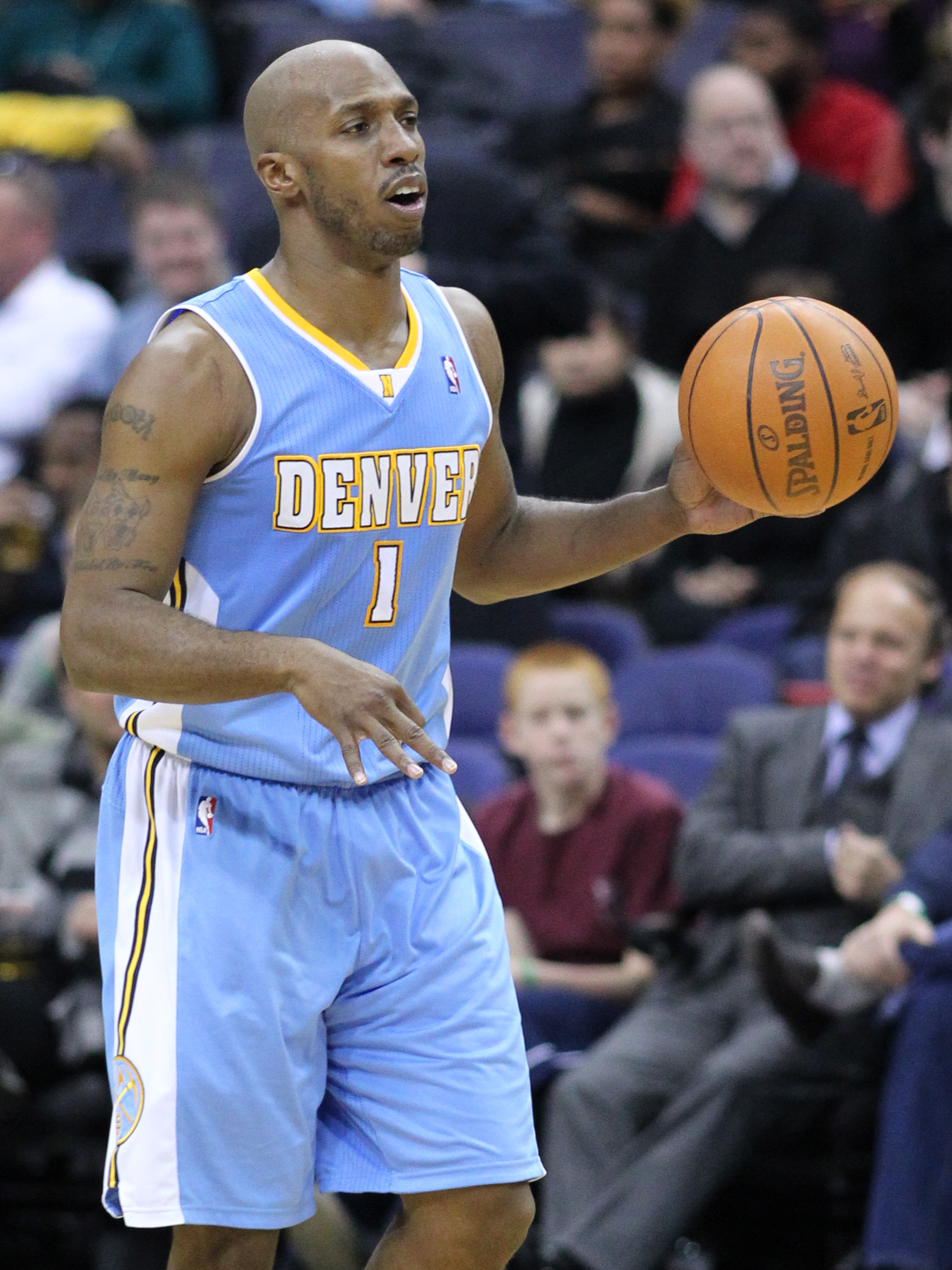
Chauncey Billups, adquirido em 2008, ajudou a dupla George Karl/Carmelo Anthony a sua primeira vitória em série de playoffs.

Com Carmelo Anthony com média de 22,8 pontos e Billups com média de 6,4 assistências na temporada de 2008-09, os Nuggets alcançaram um grande número de marcos da franquia. Seu recorde de 54-28 correspondeu ao maior número de vitórias que a franquia obteve desde sua introdução na NBA. Essa foi a primeira vez na história da franquia que a equipe teve temporadas consecutivas de 50 vitórias. Eles lideraram a Divisão Noroeste durante a maior parte da temporada, eventualmente ganhando a divisão e sendo a segunda melhor campanha na Conferência Oeste. O gerente geral Mark Warkentien ganhou o prêmio de Executivo do Ano. Eles venceram o Jogo 1 dos playoffs contra o New Orleans Hornets, a primeira vez que eles tinham vantagem em casa desde 1988. Billups estabeleceu um recorde dos Nuggets de mais cestas de três pontos em um jogo de playoff com 8. Eles venceram os Hornets em cinco jogos, incluindo uma vitória de 58 pontos no Jogo 4 que igualou a vitória mais desequilibrada da história dos playoffs. Em seguida, eles venceram o Dallas Mavericks por 4-1 nas Semifinais da Conferência para fazer sua primeira viagem para as Finais da Conferência Oeste desde 1985. Durante a série contra o Los Angeles Lakers, Anthony se tornou o primeiro jogador de Denver a marcar pelo menos 30 pontos em cinco jogos consecutivos nos playoffs desde que os Nuggets se juntaram à NBA em 1976. Eles perderam a série por 4-2, encerrando a maior sequência de playoffs de Denver na história.
A temporada de 2009-10 viu Anthony ter média de 28,2 pontos e Billups ter média de 19,6 pontos. Nos dois primeiros jogos da temporada, Anthony somou 71 pontos, marcando 30 pontos na abertura da temporada e 41 na noite seguinte, em vitórias contra Utah Jazz e Portland Trail Blazers, respectivamente. Anthony se tornou um dos dois jogadores na história dos Nuggets a abrir a temporada com mais de 70 pontos em dois jogos (Alex English também conseguiu o feito). Apesar das lesões que fizeram com que todos os três capitães - Carmelo Anthony, Chauncey Billups e Kenyon Martin - perdessem um total de 46 jogos e depois na segunda metade da temporada a ausência do treinador George Karl, que passou por tratamento para câncer no pescoço e na garganta, os Nuggets ainda foram capazes de vencer 53 jogos e o segundo título consecutivo da Divisão Noroeste. No entanto, eles foram eliminados pelo Jazz por 4-2, sua sexta eliminação na primeira rodada em sete temporadas. Anthony teve média de 30,7 pontos nos playoffs.
Em 14 de julho de 2010, os Nuggets reforçaram sua profundidade ao contratar o ala-pivô Al Harrington. Durante a pós-temporada de 2010, Masai Ujiri substituiu Mark Warkentien como gerente geral, enquanto Josh Kroenke foi nomeado presidente da equipe.
Stan Kroenke comprou a propriedade total do então St. Louis Rams da NFL em 2010. Como a NFL não permite que seus donos detêm o controle majoritário de equipes da liga principal em outras cidades da NFL, Kroenke entregou o controle diário dos Nuggets e do Avalanche para Josh Kroenke no final de 2010, e transferiu seu controle em ambas as equipes para sua esposa em 2015.

#### 2011–12: A saída de Anthony
Em 22 de fevereiro de 2011, após meses de especulações de que ele queria deixar os Nuggets, Carmelo Anthony foi negociado, junto com Chauncey Billups, Anthony Carter, Shelden Williams e Renaldo Balkman, para o New York Knicks em um acordo que também envolveu o Minnesota Timberwolves. Os Nuggets receberam Wilson Chandler, Raymond Felton, Danilo Gallinari, Timofey Mozgov e Kosta Koufos. No dia em que a troca foi feita, os Nuggets ficaram com nove jogadores para jogar contra o Memphis Grizzlies. Os Nuggets venceram por 120-107. Nos minutos finais do jogo, a arena ressoou com cânticos de "Quem precisa de Melo?" George Karl disse após o jogo: "Nossos caras, quando suas costas são confrontadas com uma situação difícil, eles geralmente jogam em alto nível. Sempre reagimos a situações difíceis de forma muito positiva." No entanto, a troca só parecia torná-los melhores. Após a troca, os Nuggets tiveram uma média de 24,1 assistências, mostrando seu novo trabalho em equipe. A defesa dos Nuggets também melhorou de permitir 105,2 pontos por jogo antes da negociação para 97,1 pontos por jogo no restante da temporada. Apesar da negociação de mudança de franquia que viu dezoito escalações diferentes durante toda a temporada, Denver terminou com 50 vitórias (quarta temporada consecutiva de 50 vitórias pela primeira vez na história dos Nuggets), conquistando a 5ª melhor campanha da Conferência Oeste. Eles enfrentaram o Oklahoma City Thunder na primeira rodada dos playoffs e perderam por 4-1.
A primeira temporada completa pós-Melo viu a ascensão constante de Danilo Gallinari, que teve médias de 17 pontos, 5,2 rebotes e 2,6 assistências nos primeiros 25 jogos da temporada, o que resultou no melhor começo dos Nuggets nos primeiros 20 jogos. Gallinari foi roubado de sua melhor temporada por lesões no tornozelo, polegar e pulso. Em 15 de março de 2012, os Nuggets decidiram tornar seu time mais jovem trocando Nenê, que havia jogado as últimas 9 temporadas pelo Denver, para o Washington Wizards por JaVale McGee. Em dois dos últimos jogos dos Nuggets, McGee finalmente ganhou atenção nacional quando teve jogos de 16 pontos e 15 rebotes e 21 pontos e 14 rebotes na série de playoffs contra o Los Angeles Lakers. Apesar disso, os Nuggets acabaram perdendo no Jogo 7 por 87-96.

#### 2012–13: Conceito de equipe

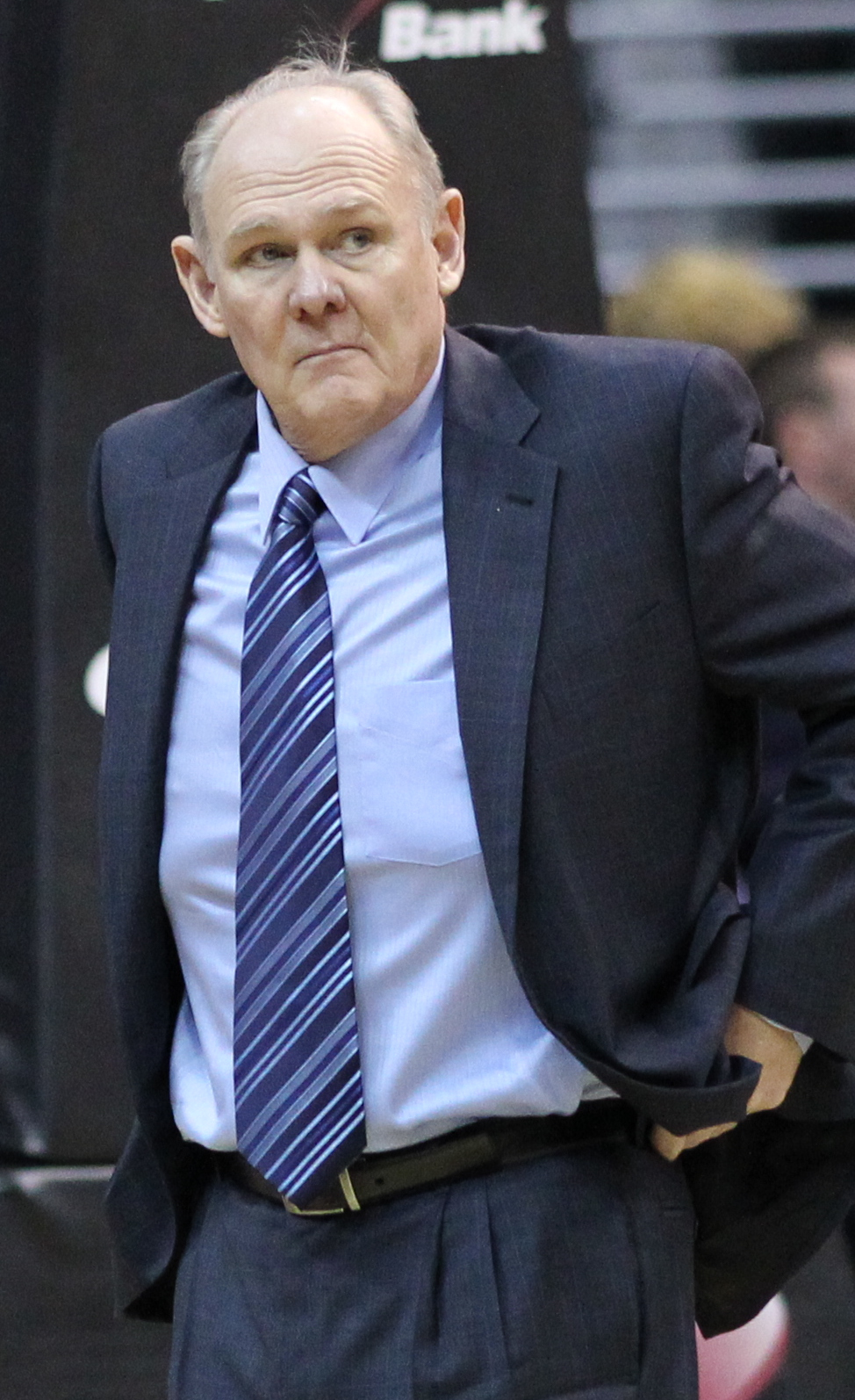
George Karl foi nomeado o Treinador do Ano em 2013, sua temporada final em Denver

Em 10 de agosto de 2012, Denver esteve envolvido em uma troca de quatro equipes onde recebeu Andre Iguodala e enviou Arron Afflalo e Al Harrington para o Orlando Magic. Após a troca, Iguodala twittou "Estou animado para me juntar ao Denver Nuggets e sei que meu melhor basquete está à minha frente!"
Apesar de perder seus três primeiros jogos, os Nuggets da temporada de 2012-13 terminaram com um recorde de 57-25 e um recorde de 38-3 no Pepsi Center (Washington Wizards, Miami Heat e Minnesota Timberwolves foram os únicos 3 visitantes a derrotar Denver em sua casa durante a temporada regular). Na primeira rodada dos playoffs, os Nuggets perderam para Golden State Warriors por 4-2. Foi a nona derrota de Denver na primeira rodada nas 10 temporadas anteriores e a oitava do mandato de Karl. Embora Karl tenha vencido o Prêmio de Treinador do Ano naquele ano e ter levado Denver aos playoffs em todos os seus 9 anos com a equipe, ele foi demitido após a temporada.

### 2013–2015: Pós-Anthony e Pré-Jokić
Junto com Karl sendo demitido, Denver teve um grande abalo com o gerente geral, Masai Ujiri, saindo para o Toronto Raptors e o vice-presidente Pete D'Alessandro, que era esperado para substituir Ujiri, sendo nomeado Gerente Geral do Sacramento Kings. Em 21 de junho de 2013, Tim Connelly foi anunciado como o novo gerente geral e Brian Shaw como o novo treinador.
Andre Iguodala foi enviado ao Golden State Warriors em uma troca que enviou Randy Foye aos Nuggets. Eles também contrataram J. J. Hickson, que anteriormente estava no Portland Trail Blazers, e Nate Robinson, que jogou pelo Chicago Bulls durante a temporada de 2012-13. Eles também adquiriram Darrell Arthur do Memphis Grizzlies e Joffrey Lauvergne em troca de Kosta Koufos. Em uma temporada difícil, que teve inúmeras lesões dos jogadores-chave, os Nuggets terminaram com 36 vitórias, sua pior marca em 11 anos, e não foram para os playoffs.
Durante a pós-temporada de 2014, o gerente geral Tim Connelly anunciou que os Nuggets demitiram o treinador Shaw e nomearam Melvin Hunt como treinador interino.

### 2015–presente: Era Nikola Jokić
No final da temporada de 2014–15, Michael Malone foi nomeado como o novo treinador dos Nuggets. Com a 7º escolha geral no draft de 2015, eles selecionaram Emmanuel Mudiay, que era amplamente considerado como o principal armador do draft, levando a especulações de que o atual armador titular, Ty Lawson, seria negociado. Em 14 de julho de 2015, Lawson foi preso em Los Angeles sob suspeita de dirigir sob influência, seu segundo em seis meses. Os Nuggets trocaram Lawson uma semana depois para o Houston Rockets, juntamente com uma escolha de segunda rodada de draft, em troca de Joey Dorsey, Nick Johnson, Kostas Papanikolaou, Pablo Prigioni (todos eles foram dispensados) e uma escolha de primeira rodada que foi usado para selecionar Juan Hernangómez.

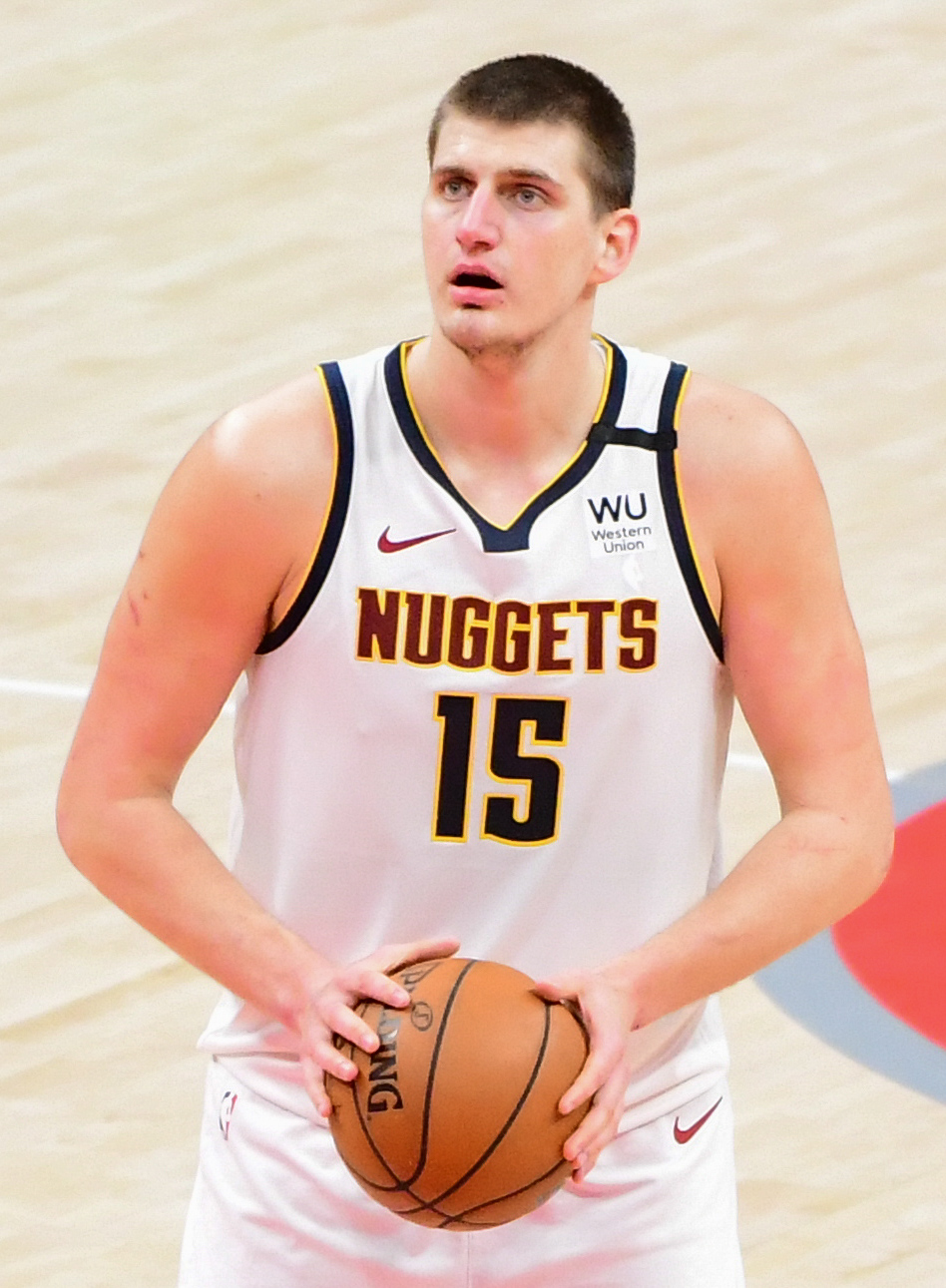
Nikola Jokić foi nomeado o MVP da NBA em 2021. O primeiro na história dos Nuggets.

Sob a liderança de Malone, os Nuggets começou a melhorar ligeiramente, enquanto dependia principalmente do movimento juvenil composto por Emmanuel Mudiay, Nikola Jokić, Gary Harris e Jusuf Nurkić. Em 18 de fevereiro, os Nuggets anunciaram que decidiram trocar o veterano armador Randy Foye para o Oklahoma City Thunder em troca de D. J. Augustin, Steve Novak e duas escolhas de segunda rodada no draft.
No draft de 2016, os Nuggets selecionaram Jamal Murray, Juan Hernangómez, Malik Beasley e Petr Cornelie. Em 13 de fevereiro de 2017, Nurkić foi negociado para o Portland Trail Blazers em troca de Mason Plumlee. Graças às melhorias contínuas de Jokić, os Nuggets melhoraram significativamente, embora eles estariam apenas a um jogo de chegar aos playoffs de 2017, terminando em 9º lugar na Conferência Oeste.
Em 15 de junho de 2017, os Nuggets promoveram oficialmente Artūras Karnišovas e Tim Connelly para se tornarem os novos gerente geral e presidente de operações de basquete, respectivamente. No draft de 2017, os Nuggets selecionaram Tyler Lydon, Vlatko Čančar e Monté Morris. Apesar de compilar sua primeira temporada vitoriosa desde 2013, eles não foram para os playoffs de 2018, a quinta temporada consecutiva de playoffs perdidos.
No draft de 2018, os Nuggets selecionaram Michael Porter Jr. e Jarred Vanderbilt. Em 31 de janeiro de 2019, Jokić recebeu sua primeira seleção para o All-Star Game, tornando-se o primeiro All-Star dos Nuggets desde Carmelo Anthony em 2011. Os Nuggets terminaram a temporada de 2018–19 com 54 vitórias, sendo primeiro em sua divisão e segundo na Conferência Oeste, e chegaram aos playoffs pela primeira vez desde a temporada de 2012–13. Na primeira rodada, os Nuggets jogaram contra o San Antonio Spurs, vencendo a rodada no sétimo jogo. Os Nuggets foram eliminados na segunda rodada pelo Portland Trail Blazers em sete jogos. O terceiro jogo da segunda rodada teve quatro prorrogações, empatando um jogo de 1953 para o jogo mais longo dos playoffs da NBA.
Após a suspensão da temporada de 2019–20, os Nuggets foram uma das 22 equipes convidadas para a Bolha da NBA para participar dos últimos oito jogos da temporada regular. Liderada por Jokic e Murray, a equipe é a primeira na história dos playoffs a passar consecutivamente por déficits de 3-1. Na primeira rodada, eles derrotaram o Utah Jazz em sete jogos em um duelo de pontuação recorde entre Murray e Donovan Mitchell. Os Nuggets repetiram o mesmo feito contra o Los Angeles Clippers na segunda rodada. No entanto, eles tentaram voltar de um déficit de 3-1 contra o Los Angeles Lakers nas Finais da Conferência Oeste, mas ficaram aquém.
Na temporada de 2020–21, Jokić foi nomeado o MVP da NBA tornando-se o primeiro pivô a ganhar o prêmio desde Shaquille O'Neal em 2000, bem como o primeiro jogador na história dos Nuggets. Ele também se tornou o primeiro jogador sérvio, terceiro jogador europeu no geral (juntamente com Dirk Nowitzki da Alemanha e Giannis Antetokounmpo da Grécia) e sexto jogador internacional a ganhar o prêmio (juntamente com os dois anteriores e Hakeem Olajuwon da Nigéria, Tim Duncan das Ilhas Virgens Americanas e Steve Nash do Canadá). Jokić é o primeiro jogador na história da NBA a ser selecionado na segunda rodada do draft a ganhar o prêmio de MVP.

## Títulos
|                   | Títulos | Anos                                                                    |
| ----------------- | ------- | ----------------------------------------------------------------------- |
| Campeonato        | 1       | 2023                                                                    |
| Conferência Oeste | 1       | 2023                                                                    |
| Divisão Noroeste  | 12      | 1970, 1975, 1977, 1978, 1985, 1988, 2006, 2009, 2010, 2019, 2020 e 2023 |

## Cores, logotipos e uniformes
Os Nuggets têm exibido inúmeros esquemas de cores, logotipos e uniformes ao longo de sua história de franquia, incluindo seus dias na American Basketball Association (ABA) como o "Denver Rockets".

### 1967-1974: Denver Rockets (ABA)
De 1967 a 1971, os logotipos, uniformes e cores do Denver Rockets eram preto, laranja e branco. De 1971 a 1974, os Rockets usavam uniformes dourados e roxos e seu logotipo apresentava um foguete cartunesco saltando uma bola de basquete dourado e roxo, com uma montanha roxa e branca coberta de neve ao fundo.

### 1974-1981: Maxie The Miner
Durante as duas últimas temporadas dos Nuggets na ABA, o logotipo da equipe apresentava um mineiro de desenho animado conhecido como "Maxie The Miner", com uma grande barba vermelha, um picareta em uma mão e uma bola de basquete vermelha e azul na outra mão. Quando os Nuggets se juntaram à NBA na temporada de 1976-77, os uniformes de casa apresentam "Nuggets" em vermelho com um picareta vermelho dentro de um oval azul e números dourados com guarnição azul. Os uniformes de fora de casa eram azuis com "Denver" em azul com um picareta azul em um oval vermelho e números brancos.
Os Nuggets simplificaram seus uniformes após sua temporada inaugural na NBA. De 1977 a 1982, seus uniformes eram brancos com um "Nuggets" escrito no peito em um azul mais escuro com guarnição de ouro em torno do número.

### 1981-1993: Rainbow City Skyline
De 1981 a 1992, os Nuggets usavam o horizonte da "cidade arco-íris" de Denver através do peito em seus uniformes. Alguns fãs também chamam o icônico logotipo dos anos 1980 de "Tetris", devido aos edifícios que sombreiam as montanhas no logotipo que estão em forma de quadrados. Os uniformes iniciais eram brancos com guarnição verde com "Nuggets" e o número do uniforme em ouro com guarnição azul.
Em 1985, eles mudaram o azul para o verde. Em 1991, coincidindo com a estreia de Dikembe Mutombo, a palavra "Nuggets" tornou-se branca com azul e guarnição dourada. Os uniformes fora de casa eram inicialmente azul marinho com guarnição verde com "Denver" e o número do uniforme em branco com guarnição dourada.

### 1993-2003: Azul marinho, ouro metálico e marrom
Para a temporada de 1993-94, os Nuggets mudaram drasticamente seu visual com um esquema de cores azul marinho, dourado metálico e marrom em seus uniformes. O "horizonte arco-íris da cidade" foi substituído por um logotipo que apresentava uma montanha azul marinho coberta de neve acima do "Nuggets" escrito em ouro metálico.

### 2003-2018: Azul em pó, azul marinho e ouro
Para a temporada de 2003-04, os Nuggets fizeram outra mudança de uniforme, coincidindo com a estreia de Carmelo Anthony, com um esquema de cores de azul e amarelo. A camisa, juntamente com o logotipo da equipe, foram ajustadas antes da temporada de 2008-09, com o azul substituído pelo azul marinho que fazia parte do esquema de cores da equipe de 1993 a 2003. Essas camisas foram usadas até a temporada de 2014-15, enquanto o logotipo da montanha coberta de neve serviria como o principal logotipo da equipe até a temporada de 2017-18.
Os Nuggets atualizaram seus uniformes para a temporada de 2017-18. O uniforme leve (apelidado pela Nike como "Association"), o uniforme escuro (apelidado pela Nike como "Ícone") e o uniforme alternativo (apelidado pela Nike como "Statement") viram o retorno do azul marinho como cor primária pela primeira vez desde a temporada de 2002-03. Western Union tornou-se o patrocinador da camisa do time.

### 2018–presente: Nova identidade
Para a temporada de 2018–19, os Nuggets modificaram seus logotipos e uniformes, apresentando vários esquemas de cores que a equipe usou em sua história. O esquema de cores atual consiste em azul marinho, amarelo e marrom. A camisa "Association" apresenta "Nuggets" em vermelho, enquanto a camisa azul "Icon" apresenta "Denver" em amarelo. Ambos os conjuntos também incluem listras de montanha nos shorts e o logotipo do machado de picareta na cintura. A camisa azul "Statement" apresenta "Mile High City" em números amarelos, além de uma silhueta de montanha azul e um logotipo de machado amarelo nas laterais dos shorts.
O "Pick Axe Logo", que serviu como logotipo alternativo dos Nuggets desde 2005, tornou-se o novo logotipo principal da equipe. As cores do logotipo do machado de picareta também foram modificadas com o novo esquema de cores da equipe.

## Arenas caseiras
- Denver Auditorium Arena (1967–1975)
- Denver Coliseum (1967–1975)[104]
- McNichols Sports Arena (1975–1999)
- Ball Arena (1999–presente)[105]

## Jogadores

### Direitos de draft
Os Nets retêm os direitos de draft para as seguintes escolhas de jogadores de fora da NBA. Um jogador selecionado, seja um recrutador internacional ou um recruta da faculdade que não assine para a equipe que o recrutou, tem permissão para assinar com qualquer equipe que não seja da NBA. Nesse caso, a equipe reterá os direitos do jogador na NBA até um ano após o contrato do jogador com a equipe que não faz parte da NBA. Essa lista inclui direitos de draft que foram adquiridos de negociações com outras equipes.
| Draft | Rodada | Escolha | Jogaodr          | Pos. | Nacionalidade | Time atual                                  | Ref     |
| ----- | ------ | ------- | ---------------- | ---- | ------------- | ------------------------------------------- | ------- |
| 2012  | 2      | 50      | İzzet Türkyılmaz | F/C  | Turquia       | Balıkesir Büyükşehir Belediyespor (Turquia) | [ 107 ] |

### Números aposentados
| No.   | Jogador         | Posição   | Temporadas | Data                   |
| ----- | --------------- | --------- | ---------- | ---------------------- |
| 2     | Alex English    | F         | 1980–1990  | 2 de Março de 1993     |
| 12    | Fat Lever       | G         | 1984–1990  | 2 de dezembro de 2017  |
| 33    | David Thompson  | F/G       | 1975–1982  | 7 de novembro de 1992  |
| 40    | Byron Beck      | F/C       | 1967–1977  | 16 de dezembro de 1977 |
| 44    | Dan Issel       | C/F       | 1976–1985  | 5 de abril de 1985     |
| 55    | Dikembe Mutombo | C         | 1991–1996  | 29 de outubro de 2016  |
| 432 1 | Doug Moe        | Treinador | 1980–1990  | 7 de novembro de 2002  |

### Hall da fama
| Jogadores     | Jogadores            | Jogadores | Jogadores  | Jogadores  |
| No.           | Nome                 | Posição   | Temporada  | Introdução |
| ------------- | -------------------- | --------- | ---------- | ---------- |
| 2544          | Dan Issel            | C/F       | 1975–1985  | 1993       |
| 33            | David Thompson       | F/G       | 1975–1982  | 1996       |
| 2             | Alex English         | F         | 1980–1990  | 1997       |
| 8             | Šarūnas Marčiulionis | G         | 1996–1997  | 2014       |
| 24            | Spencer Haywood      | F/C       | 1969–1970  | 2015       |
| 55            | Dikembe Mutombo      | C         | 1991–1996  | 2015       |
| 3             | Allen Iverson        | G         | 2006–2008  | 2016       |
| 30            | George McGinnis      | F         | 1978–1980  | 2017       |
| 11            | Charlie Scott        | G         | 1978–1980  | 2018       |
| 24            | Bobby Jones          | F         | 1974–1978  | 2019       |
| 10            | Tim Hardaway         | G         | 2002       | 2022       |
| Treinadores   |                      |           |            |            |
| Nome          | Nome                 | Posição   | Temporadas | Introdução |
| Alex Hannum   | Alex Hannum          | Treinador | 1971–1974  | 1998       |
| 11            | Larry Brown          | Treinador | 1974–1979  | 2002       |
| John McLendon | John McLendon        | Treinador | 1969       | 2016       |
| George Karl   | George Karl          | Treinador | 2005–2013  | 2022       |

## Estatísticas gerais
Estatísticas atualizadas em 23 de dezembro de 2024.

### Jogos
| #   | País           | Nome            | Período              | Jogos |
| --- | -------------- | --------------- | -------------------- | ----- |
| 1.  | Estados Unidos | Alex English    | 1979–1990            | 837   |
| 2.  | Estados Unidos | Dan Issel       | 1975–1985            | 802   |
| 3.  | Estados Unidos | Byron Beck      | 1967–1977            | 747   |
| 4.  | Sérvia         | Nikola Jokić    | 2015–                | 745   |
| 5.  | Estados Unidos | T.R. Dunn       | 1980–1988; 1989–1991 | 734   |
| 6.  | Estados Unidos | Bill Hanzlik    | 1982–1990            | 593   |
| 7.  | Estados Unidos | Carmelo Anthony | 2003–2011            | 564   |
| 8.  | Brasil         | Nenê            | 2002–2012            | 555   |
| 9.  | Estados Unidos | Jamal Murray    | 2016–                | 536   |
| 10. | Estados Unidos | Danny Schayes   | 1983–1990            | 536   |

### Pontos
| #   | País           | Nome               | Período   | Pontos |
| --- | -------------- | ------------------ | --------- | ------ |
| 1.  | Estados Unidos | Alex English       | 1979–1990 | 21.645 |
| 2.  | Estados Unidos | Dan Issel          | 1975–1985 | 16.589 |
| 3.  | Sérvia         | Nikola Jokić       | 2015–     | 16.210 |
| 4.  | Estados Unidos | Carmelo Anthony    | 2003–2011 | 13.970 |
| 5.  | Estados Unidos | David Thompson     | 1975–1982 | 11.992 |
| 6.  | Estados Unidos | Ralph Simpson      | 1970–1976 | 10.130 |
| 7.  | Estados Unidos | Jamal Murray       | 2016–     | 9.623  |
| 8.  | Canadá         | Byron Beck         | 1967–1977 | 8.603  |
| 9.  | Estados Unidos | Fat Lever          | 1984–1990 | 8.081  |
| 10. | Estados Unidos | Mahmoud Abdul-Rauf | 1990–1996 | 7.029  |

### Assistências
| #   | País           | Nome          | Período              | Assistências |
| --- | -------------- | ------------- | -------------------- | ------------ |
| 1.  | Sérvia         | Nikola Jokić  | 2015–                | 5.383        |
| 2.  | Estados Unidos | Alex English  | 1979–1990            | 3.679        |
| 3.  | Estados Unidos | Fat Lever     | 1984–1990            | 3.566        |
| 4.  | Estados Unidos | Andre Miller  | 2003–2006; 2011–2013 | 2.978        |
| 5.  | Estados Unidos | Ty Lawson     | 2009–2015            | 2.745        |
| 6.  | Canadá         | Jamal Murray  | 2016–                | 2.509        |
| 7.  | Estados Unidos | Michael Adams | 1987–1991            | 2.181        |
| 8.  | Estados Unidos | Nick Van Exel | 1998–2002            | 2.047        |
| 9.  | Estados Unidos | Dan Issel     | 1975–1985            | 2.005        |
| 10. | Estados Unidos | Ralph Simpson | 1970–1976            | 1.950        |

### Rebotes
| #   | País                           | Nome            | Período   | Rebotes |
| --- | ------------------------------ | --------------- | --------- | ------- |
| 1.  | Sérvia                         | Nikola Jokić    | 2015–     | 8.141   |
| 2.  | Estados Unidos                 | Dan Issel       | 1975–1985 | 6.630   |
| 3.  | Estados Unidos                 | Byron Beck      | 1967–1977 | 5.261   |
| 4.  | República Democrática do Congo | Dikembe Mutombo | 1991–1996 | 4.811   |
| 5.  | Estados Unidos                 | Alex English    | 1979–1990 | 4.686   |
| 6.  | Estados Unidos                 | Julius Keye     | 1969–1974 | 4.547   |
| 7.  | Estados Unidos                 | Marcus Camby    | 2002–2008 | 4.117   |
| 8.  | Brasil                         | Nenê            | 2002–2012 | 3.859   |
| 9.  | Estados Unidos                 | Kenneth Faried  | 2011–2018 | 3.634   |
| 10. | Estados Unidos                 | Fat Lever       | 1984–1990 | 3.621   |

## Treinadores
Houve 22 treinadores dos Nuggets. O primeiro treinador da franquia foi Bob Bass, que levou a equipe às semifinais da divisão, perdendo para o New Orleans Buccaneers.
Doug Moe (1988) e George Karl (2013) foram os únicos treinadores dos Nuggets a ganhar o Prêmio de Treinador do Ano da NBA. Moe é o líder de todos os tempos da franquia em jogos e vitórias na temporada regular e nos playoffs.
Larry Brown é o único treinador dos Nuggets a ser introduzido no Hall da Fama do Basquete, embora John McLendon tenha sido introduzido como colaborador. Em 1976, Brown treinou os Nuggets para o única final da ABA/NBA da equipe.
| #              | Nome               | Temporadas     | Temporada regular | Temporada regular | Temporada regular | Temporada regular | Playoffs       | Playoffs       | Playoffs       | Playoffs       | Conquistas                         | Referência     |
| #              | Nome               | Temporadas     | J                 | V                 | D                 | %                 | J              | V              | D              | %              | Conquistas                         | Referência     |
| Denver Rockets | Denver Rockets     | Denver Rockets | Denver Rockets    | Denver Rockets    | Denver Rockets    | Denver Rockets    | Denver Rockets | Denver Rockets | Denver Rockets | Denver Rockets | Denver Rockets                     | Denver Rockets |
| -------------- | ------------------ | -------------- | ----------------- | ----------------- | ----------------- | ----------------- | -------------- | -------------- | -------------- | -------------- | ---------------------------------- | -------------- |
| 1              | Bob Bass           | 1967–1969      | 156               | 89                | 67                | .571              | 12             | 5              | 7              | .417           |                                    | [ 109 ]        |
| 2              | John McLendon      | 1969           | 28                | 9                 | 19                | .321              | —              | —              | —              | —              |                                    | [ 110 ]        |
| 3              | Joe Belmont        | 1969–1970      | 69                | 45                | 24                | .652              | 12             | 5              | 7              | .417           |                                    | [ 111 ]        |
| 4              | Stan Albeck        | 1970–1971      | 71                | 27                | 44                | .380              | —              | —              | —              | —              |                                    | [ 112 ]        |
| 5              | Alex Hannum        | 1971–1974      | 252               | 118               | 134               | .468              | 12             | 4              | 8              | .333           |                                    | [ 113 ]        |
| Denver Nuggets |                    |                |                   |                   |                   |                   |                |                |                |                |                                    |                |
| 6              | Larry Brown        | 1974–1979      | 385               | 251               | 134               | .652              | 45             | 21             | 24             | .467           | Perdeu as Finais da ABA de 1975–76 | [ 114 ]        |
| 7              | Donnie Walsh       | 1979–1980      | 142               | 60                | 82                | .423              | 3              | 1              | 2              | .333           |                                    | [ 115 ]        |
| 8              | Doug Moe           | 1980–1990      | 789               | 432               | 357               | .548              | 61             | 24             | 37             | .393           | Treinador do Ano de 1987–88        | [ 116 ]        |
| 9              | Paul Westhead      | 1990–1992      | 164               | 44                | 120               | .268              | —              | —              | —              | —              |                                    | [ 117 ]        |
| 10             | Dan Issel          | 1992–1995      | 198               | 96                | 102               | .485              | 12             | 6              | 6              | .500           |                                    | [ 118 ]        |
| 11             | Gene Littles       | 1995           | 16                | 3                 | 13                | .188              | —              | —              | —              | —              |                                    | [ 119 ]        |
| 12             | Bernie Bickerstaff | 1995–1996      | 127               | 59                | 68                | .465              | 3              | 0              | 3              | 0              |                                    | [ 120 ]        |
| 13             | Dick Motta         | 1996–1997      | 69                | 17                | 52                | .246              | —              | —              | —              | —              |                                    | [ 121 ]        |
| 14             | Bill Hanzlik       | 1997–1998      | 82                | 11                | 71                | .134              | —              | —              | —              | —              |                                    | [ 122 ]        |
| 15             | Mike D'Antoni      | 1998–1999      | 50                | 14                | 36                | .280              | —              | —              | —              | —              |                                    | [ 123 ]        |
| —              | Dan Issel          | 1999–2001      | 190               | 84                | 106               | .442              | —              | —              | —              | —              |                                    |                |
| 16             | Mike Evans         | 2001–2002      | 56                | 18                | 38                | .321              | —              | —              | —              | —              |                                    | [ 124 ]        |
| 17             | Jeff Bzdelik       | 2002–2004      | 192               | 73                | 119               | .380              | 5              | 1              | 4              | .200           |                                    | [ 125 ]        |
| 18             | Michael Cooper     | 2004           | 14                | 4                 | 10                | .286              | —              | —              | —              | —              |                                    | [ 126 ]        |
| 19             | George Karl        | 2004–2013      | 680               | 423               | 257               | .622              | 59             | 21             | 38             | .356           | Treinador do Ano de 2012–13        | [ 127 ]        |
| 20             | Brian Shaw         | 2013–2015      | 141               | 56                | 85                | .397              | —              | —              | —              | —              |                                    | [ 128 ]        |
| 21             | Melvin Hunt        | 2015           | 23                | 10                | 13                | .435              | —              | —              | —              | —              |                                    | [ 129 ]        |
| 22             | Michael Malone     | 2015–presente  | 745               | 439               | 306               | .589              | 80             | 44             | 36             | .550           |                                    | [ 130 ]        |